# Cortina d'Ampezzo
Cortina d'Ampezzo (ladinsko Anpezo, Ampëz; staroavastrijskonemško: Hayden) je mesto v severno-italijanski Benečiji, ki ima okoli 7-8.000 prebivalcev.
Po ukinitvi Oglejskega patriarhata 1751 je Cortina d`Ampezzo z bližnji okolico spadala pod novoustanovljeno Goriško nadškofijo (slabih 40 let - do sprememb škofijskih meja). 
Mesto je najbolj znano po zimskih športih, predvsem alpskem smučanju, saj spada med tri najbolj ekskluzivne gorske lokacije v Evropi.
V okolici mesta so posneli tudi več filmov: Cliffhanger, Krull, Samo za tvoje oči, Rožnati Panter ... Na bližnjem smučišču so snemali tudi film James Bond.
Tu so potekale zimske olimpijske igre 1956; tu bi morale potekati tudi zimske olimpijske igre 1944, a so bile odpovedane zaradi druge svetovne vojne.

## Naselja oz. deli občine (Frazioni)
Acquabona (Agabòna), Alverà, Bigontina (Begontina), Cadelverzo (Cadelvèrzo), Cademai, Cadin (Ciadìn), Campo (Ciànpo), Chiamulera (Ciamulèra), Chiave (Ciàe), Cianderìes, Coiana (Cojana), Col, Cortina, Crìgnes, Doneà, Fiames (Fiàmes), Fraìna, Gilardon (Jilardòn), Gnòche o Gràa, Guargné, Lacedel (Lazedèl), Manaigo, Majon, Melères, Mortisa (Mortìja), Pecol (Pecòl), Pezié, Pian da Lago, Pocol (Pocòl), Rònco, Salieto, Socol, Staulin (Staulìn), Val, Verocai, Vera (Vèra), Zuel (Zuèl)